# ATC G02 – Egyéb nőgyógyászati készítmények
Az ATC G02 – Egyéb nőgyógyászati készítmények a gyógyszerek anatómiai, gyógyászati és kémiai osztályozási rendszerének (ATC) egyik alcsoportja.
| ATC G   | Urogenitális rendszer és nemi hormonok                             |
| ------- | ------------------------------------------------------------------ |
| ATC G01 | Nőgyógyászatban használt fertőzés elleni szerek és antiszeptikumok |
| ATC G02 | Egyéb nőgyógyászati készítmények                                   |
| ATC G03 | Nemi hormonok és a genitális rendszer modulátorai                  |
| ATC G04 | Urológiai készítmények                                             |

## G02A Méhműködést serkentő szerek

### G02AB Ergot-alkaloidok
G02AB01 Metilergometrin
G02AB02 Ergot-alkaloidok
G02AB03 Ergometrine

### G02AC Ergot-alkaloidok és oxitocin beleértve analógok, kombinációban
G02AC01 Metilergometrin és oxitocin

### G02AD Prosztaglandinok
| G02AD01 | Dinoproszt   | Dinoprost    |
| G02AD02 | Dinoproszton | Dinoprostone |
| G02AD03 | Gemeproszt   | Gemeprost    |
| G02AD04 | Karboproszt  | Carboprost   |
| G02AD05 | Szulproszton | Sulprostone  |
| G02AD06 | Mizoprosztol | Misoprostol  |

## G02B 	Lokális fogamzásgátlók

### G02BA Intrauterin fogamzásgátlók
G02BA01 Plastic IUD
G02BA02 Plastic IUD with copper
G02BA03 Plastic IUD with progestogen

### G02BB Intravaginális fogamzásgátlók
G02BB01 Vaginal ring with progestogen and estrogen

## G02C 	Egyéb nőgyógyászati készítmények

### G02CA 	Szimpatomimetikumok a szülési fájástevékenység csökkentésére
| G02CA01 | Ritodrin  | Ritodrine |                          |
| G02CA02 | Bufenin   | Buphenine |                          |
| G02CA03 | Fenoterol | Fenoterol | Fenoteroli hydrobromidum |

### G02CBProlaktin-gátlók
| G02CB01 | Bromokriptin | Bromocriptine | Bromocriptini mesilas |
| G02CB02 | Liszurid     | Lisuride      |                       |
| G02CB03 | Kabergolin   | Cabergoline   | Cabergolinum          |
| G02CB04 | Kinagolid    | Quinagolide   |                       |
| G02CB05 | Metergolin   | Metergoline   |                       |
| G02CB06 | Tergurid     | Terguride     |                       |

### G02CCVaginális gyulladáscsökkentő készítmények
| G02CC01 | Ibuprofén     | Ibuprofen     | Ibuprofenum |
| G02CC02 | Naproxén      | Naproxen      | Naproxenum  |
| G02CC03 | Benzidamin    | Benzydamine   |             |
| G02CC04 | Flunoxaprofén | Flunoxaprofen |             |

### G02CX 	Egyéb nőgyógyászati szerek
G02CX01 Atosiban
G02CX03 Agni casti fructus
G02CX04 Cimicifugae rhizoma